# Синопе (спутник)
Сино́пе (др.-греч. Σινώπη) — нерегулярный естественный спутник Юпитера с ретроградным движением. Открыт в июле 1914 года американским астрономом Сетом Барнсом Николсоном в Ликской обсерватории. Назван в честь нимфы Синопы из древнегреческой мифологии.
Спутник получил имя в 1975 году, до этого использовалось лишь обозначение Юпитер IX. В период с 1955 до 1975 года спутник иногда называли «Гадес».
Синопе была самым внешним из известных спутников Юпитера до открытия в 1999 и 2000 годах 12 спутников планеты, два из которых могут удаляться от Юпитера дальше Синопе.